# Nova Galiza

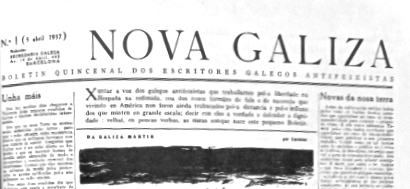

Nova Galiza a été une publication galléguiste en galicien  éditée à Barcelone durant la guerre civile espagnole promue par Castelao et financée par le commissariat à la propagande de la Généralité de Catalogne. Les premiers numéros étaient distribués gratuitement essentiellement parmi les soldats galiciens de l'armée républicaine.

## Historique
La revue était dirigée par Rafael Dieste et était sous-titrée Publicación quincenal dos escritores galegos antifeixistas (Publication bimensuelle des écrivains galiciens anti-fascistes), car elle paraissait effectivement deux fois par mois. Le premier numéro paru le 5 avril 1937 et le dernier, le numéro 18, en juin 1938. Parmi les collaborateurs de la revue il y avait des écrivains et personnalités  connus : Basilio Álvarez, Eduardo Blanco Amor, Ramón Cabanillas, Arturo Cuadrado, Ramón Rey Baltar, Ramón Suárez Picallo, Serafín Ferro, Luís Seoane, Manuel Colmeiro. À la fin de la guerre guerre civile, la plupart des collaborateurs ont pris le chemin de l'exil.
Depuis 2005, le site web "Foro Cívico Galego de Barcelona" (Forum civique galicien de Barcelone) édite la revue reNova GALIza,  créée en tant qu'héritière de l'ancienne "Nova Galiza" dont elle pense retrouver l'esprit des  fondateurs :  Revista de Pensamento Cívico, Estudos Culturais e Solidariedade Galega (Revue de pensée civique, d'études culturelles et de solidarité galicienne). Cette association culturelle est soutenue par la Généralité de Catalogne et  par la Xunta de Galice